# Patoman (Rogojampi)
Patoman is een bestuurslaag in het regentschap Banyuwangi van de provincie Oost-Java, Indonesië. Patoman telt 4609 inwoners (volkstelling 2010).